# Mextlapique
El mextlapique (del náhuatl michin, 'peix', i tlapictli, 'embolicat en fulla') o tlapique, és una preparació mexicana d'origen prehispànic que consisteix a embolicar filets de peix amb nopals, ceba i altres verdures i condiments en fulles seques de blat de moro o dacsa (totomoxtles en dialecte mexicà) i escalivant-lo al comal. Amb el temps, el plat ha evolucionat i, en l'actualitat, no necessàriament ha de ser peix, també hi ha mextlapics de carn o de vegetals. Se'l sol comparar amb el tamal, ja que tots dos s'emboliquen en fulla de blat de moro, però no s'assemblen ni als ingredients ni al mètode de cocció.
«Tlapique» fa referència tant al plat com a la tècnica de cocció, y «mextlapique» també es refereix específicament a un tipus de peix, també anomenat cuitlapétotl, iztacmichin o yacapitzáhuac, que es pesca en rius i llacs mexicans per preparar el mextlapique.

## Història
Aquest plat és típic de Culhuacán, Tláhuac, Xochimilco i altres àrees amb chinampas del centre de Mèxic, llocs amb abundants rius i llacs. No obstant això, actualment, la dessecació i la contaminació de les aigües ha fet que els «peixets» (pescaditos o carpitas) que originalment s'usaven per preparar el mextlapique estiguin majoritàriament en perill d'extinció. Això ha fet que el mextlapique, com a plat, s'hagi vist en la necessitat d'evolucionar i els tlapiques que es cuinen avui en dia s'omplen amb peixos de grans dimensions filetejats, en comptes de peixos petits sencers com era originalment fa segles.
Els peixos d'aigua dolça són el grup d'animals vertebrats més amenaçats a Mèxic, cosa que dona una idea de la dramàtica situació en què es troba la salut dels rius i llacs al país. La carpa xochimilca, la carpa tlahuaquense i la carpa verda formen part del grup de peixets extingits que antigament eren part de la dieta prehispànica del Llac de Texcoco. Peixets autòctons com els charales, les carpites asteques, les carpites de Basses o la carpa blanca han estat substituïts per peixos produïts en piscifactories o del mar, com la til·làpia, la mojarra, la truita arc de Sant Martí, el róbalo, el bagra o la carpa.

## Variants
Algunes receptes de mextlapique recollides a les llars del centre de Mèxic:
- Mextlapique d'axolot (actualment prohibit ja que està en perill d'extinció)
- Mextlapique d'anques de granota o capgrossos (atepocates)[1]
- Mextlapique de gamba
- Mextlapique de peixets (charales)
- Mextlapique de gall d'indi (guajolote)
- Mextlapique de freses de peix (huevas)
- Mextlapic de pedrers
- Mextlapic de figuera de moro
- Mextlapique d'ànec
- Mextlapique de pescado blanco
- Mextlapique de formatge panella
- Mextlapique de cervells
- Mextlapique de turmes de marrà
- Mextlapique de budells

Els tlapiques farcits d'ingredients del llac són els que tenen un origen prehispànic. Els tlapiques de carn o vísceres van sorgir més tard, en època colonial.

## Preparació
Les closques de blat de moro o dacsa (totomoxtles) s'han de rehidratar primer, s'apilen un sobre un altre com a mínim tres capes i s'unta amb mantega. A dins es posa el peix, verdures, adobat o allò que un desitgi. S'embolica i es lliga amb fulles tallades a tires. Al comal o tlecuil calent es cou per aproximadament 20 minuts, voltejant-ho freqüentment. És normal que les fulles externes quedin socarrimades, això li aporta un lleuger sabor fumat. Si no es disposa de fulles de blat de moro es pot fer servir, si no, paper alumini. Quan el paquet escampa una rica olor i deixi de gotejar voldrà dir que ja està llest.